# Albrecht Rau
Albrecht Rau, född 1843 i Ansbach, död den 5 mars 1920, var en tysk filosof.
Rau levde som privatlärd och författare i München. Hans ståndpunkt var nykantiansk.